# 埃爾查帕羅
埃爾查帕羅（西班牙語：El Chaparro）是委內瑞拉的城鎮，位於該國東北部安索阿特吉州，是阿圖爾麥格雷戈市的首府，面積8,196平方公里，海拔高度97米，人口8,934，人口密度為每平方公里1,012.97人。